# Arthur Mahler
Arthur Mahler, avstrijsko-češki arheolog, * 1. avgust 1871, Praga, † 5. april 1944, terezinski geto.
Po končanem šolanju na Univerzi v Pragi in na Dunaju, je leta 1902 postal docent za arheologijo na Nemški univerzi v Pragi.
1. 1 2 3  Nacionalna zbirka normativnih podatkov Češke republike
2. 1 2  Studenti pražských univerzit 1882–1945